# Eurovision Song Contest 2021
L'Eurovision Song Contest 2021 è stata la 65ª edizione dell'annuale concorso canoro, vinta dal gruppo italiano Måneskin con la canzone Zitti e buoni. Il concorso si è svolto presso il Rotterdam Ahoy, nei Paesi Bassi dal 18 al 22 maggio 2021, grazie alla vittoria di Duncan Laurence con Arcade nell'edizione precedente. Si tratta della quinta edizione dell'Eurovision svoltasi nei Paesi Bassi (dopo le edizioni del 1958, 1970, 1976 e 1980).
Il concorso è stato articolato, come dal 2008, in due semifinali e una finale.

## Organizzazione

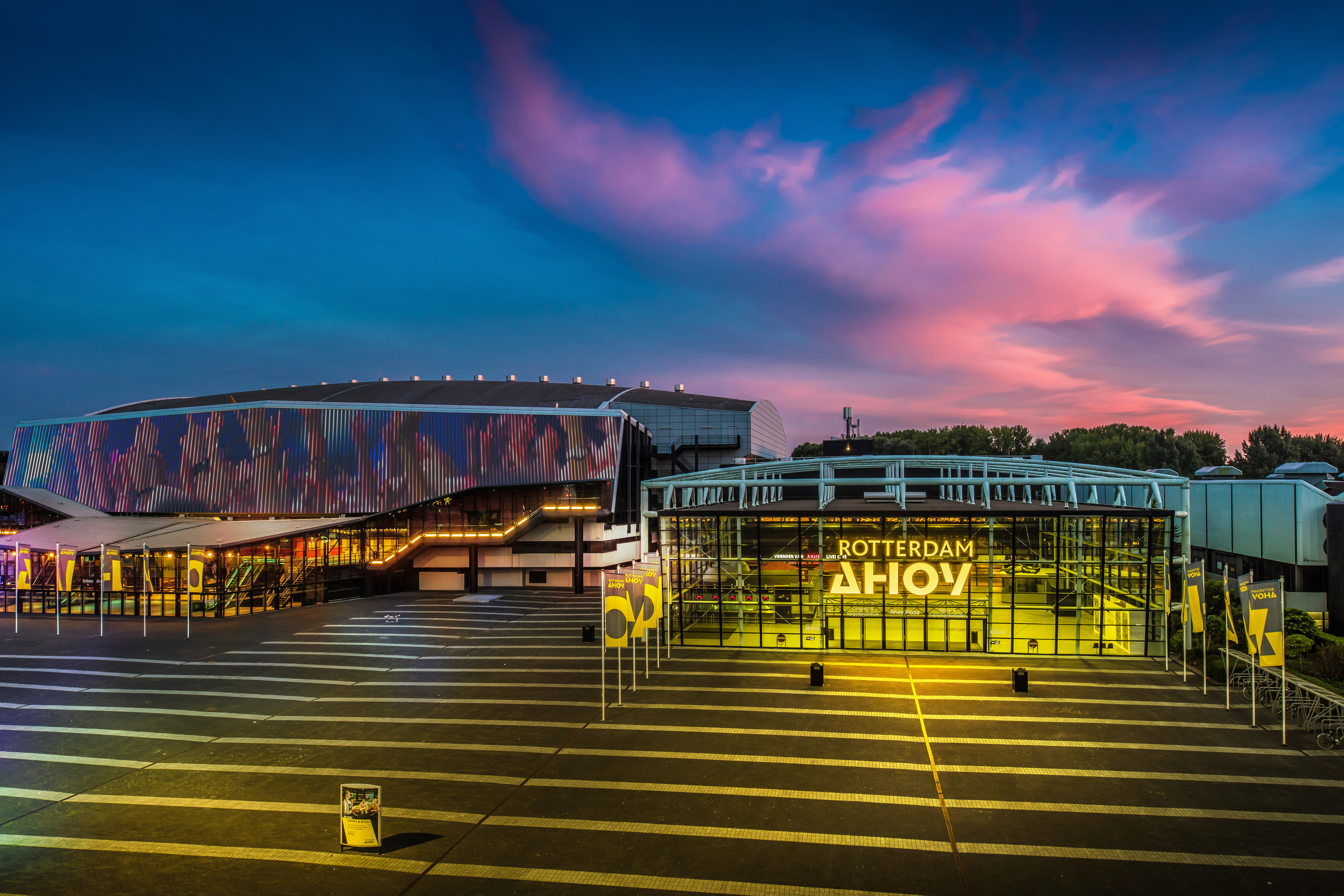
Il Rotterdam Ahoy, sede della 65ª edizione dell'Eurovision Song Contest

Il 18 marzo 2020 l'Unione europea di radiodiffusione (UER) ha annunciato la cancellazione dell'edizione 2020 a causa della pandemia di COVID-19. Successivamente è stato annunciato che la manifestazione sarebbe stata riorganizzata nel maggio 2021 e sono cominciate le discussioni con le emittenti olandesi NPO, NOS, AVROTROS, incaricate di organizzare la precedente edizione, e la città di Rotterdam sulla riorganizzazione dell'evento nella stessa città o meno.
Il 16 maggio 2020, durante la trasmissione dello show Eurovision: Europe Shine a Light, è stato confermato che la città di Rotterdam avrebbe ospitato l'evento.
Il 18 settembre 2020, in concomitanza con la presentazione dei possibili scenari, l'UER ha confermato che i presentatori programmati per l'edizione 2020 (Chantal Janzen, Edsilia Rombley, Jan Smit e Nikkie de Jager) avrebbero mantenuto il loro ruolo anche per l'edizione 2021.
I partner ufficiali di quest'edizione sono l'azienda di prodotti cosmetici israeliana Moroccanoil e l'agenzia di viaggi online olandese Booking.com.

### Brani in gara
A seguito della cancellazione l'UER ha valutato la possibilità di consentire ai brani selezionati di competere nel 2021; tuttavia, il 20 marzo 2020, è stato confermato dal gruppo di referenza che, in conformità al regolamento, ciò non sarebbe avvenuto, lasciando però la possibilità alle singole emittenti di selezionare nuovamente i rappresentanti annunciati per il 2020.

### Nuovo supervisore esecutivo
Il 20 gennaio 2020 l'UER ha annunciato che Martin Österdahl sarebbe subentrato a Jon Ola Sand come nuovo supervisore esecutivo della manifestazione a partire dal 2021. Prima dell'incarico, Österdahl è stato il produttore esecutivo dell'Eurovision Song Contest 2013 e dell'edizione del 2016, ed è stato membro del gruppo di referenza della manifestazione tra il 2012 e il 2018.

### Logo e slogan
Il 16 maggio 2020 l'UER e AVROTROS hanno confermato che lo slogan ufficiale dell'evento sarebbe rimasto Open Up, il medesimo pianificato per l'edizione annullata. Successivamente, con la conferma dei 41 potenziali paesi che avrebbero dovuto prendere parte anche all'edizione precedente, è stato annunciato il nuovo logo dell'evento, molto simile al medesimo precedentemente pianificato, ovvero un disco rappresentante i paesi partecipanti all'Eurovision Song Contest in chiave astratta, disegnato dall'agenzia CleverºFranke; rispetto al precedente, però, il nuovo logo si basa sulla posizione geografica (il cui centro è rappresentato dalla città di Rotterdam) anziché sull'ordine cronologico di debutto. La forma circolare del logo è stata ispirata da quelli disegnati per le edizioni del 1970, del 1976 e del 1980 da Frans Schupp.

### Voci pre-registrate
Il 18 giugno 2020 l'UER ha comunicato che avrebbe approvato, solo per quest'edizione (ma poi la decisione è stata prorogata per le edizioni successive), l'utilizzo di voci pre-registrate durante l'esibizione. L'uso delle voci sarà del tutto facoltativo, infatti ogni delegazione avrà comunque la possibilità di utilizzare dei coristi, sia sul palco che fuori. Inoltre sarà consentito anche l'utilizzo di una combinazione di voci dal vivo e registrate. Tutte le voci principali che eseguono la canzone sul palcoscenico, compreso un eventuale uso del lead dub, dovranno comunque essere eseguite obbligatoriamente dal vivo sul palco all'interno dell'arena. Questa scelta è stata presa per offrire alle nazioni partecipanti la possibilità di viaggiare con delegazioni più piccole, oltre che ad evitare la cancellazione di edizioni future della manifestazione.

### Scenari
Nel settembre 2020 l'UER ha scelto di collaudare quattro scenari da considerare in base agli sviluppi della pandemia di COVID-19 per evitare che l'edizione venga cancellata come quella precedente. Gli scenari possibili, chiamati scenari A, B, C e D, sono:
- Scenario A: svolgimento della manifestazione nella sua tradizionale maniera.
- Scenario B: in questo caso dovrà esserci un distanziamento sociale di un metro e mezzo tra una persona e l'altra, il che ridurrà il numero degli spettatori che potranno assistere al concorso dal vivo a circa 3.500. Resta invariato lo svolgimento di tutti i nove show normalmente previsti, così come le prove generali. Ogni delegazione dovrà viaggiare con un numero di persone ridotto rispetto al solito, e tutte le attività correlate sarebbero regolate di conseguenza.
- Scenario C: questo scenario prevede la possibilità, per quelle delegazioni non in grado di viaggiare verso Rotterdam, di partecipare con un'esibizione pre-registrata (il cosiddetto live-on-tape). Coloro che potranno recarsi nei Paesi Bassi invece potranno esibirsi dal vivo.
- Scenario D: l'ultimo scenario, quello peggiore, prevede l'assenza totale del pubblico e delle varie attività correlate alla manifestazione. Inoltre tutte le esibizioni saranno pre-registrate, e i partecipanti saranno in collegamento dai rispettivi paesi. Questo scenario è stato utilizzato durante il Junior Eurovision Song Contest 2020 a Varsavia.

Il 30 aprile 2021 l'UER ha confermato di utilizzare lo Scenario B per l'edizione 2021.
Legenda
     Possibile
     Limitato
     Non permesso
| Possibili scenari dell'Eurovision Song Contest 2021 | Possibili scenari dell'Eurovision Song Contest 2021 | Possibili scenari dell'Eurovision Song Contest 2021 | Possibili scenari dell'Eurovision Song Contest 2021 | Possibili scenari dell'Eurovision Song Contest 2021 |
| Fattori                                             | A                                                   | B                                                   | C                                                   | D                                                   |
| --------------------------------------------------- | --------------------------------------------------- | --------------------------------------------------- | --------------------------------------------------- | --------------------------------------------------- |
| Diretta dalla Rotterdam Ahoy                        |                                                     |                                                     |                                                     |                                                     |
| Partecipanti nei Paesi Bassi                        |                                                     |                                                     |                                                     |                                                     |
| Pubblico nell'arena                                 |                                                     |                                                     |                                                     |                                                     |
| Eventi correlati a Rotterdam                        |                                                     |                                                     |                                                     |                                                     |
| Conferenza stampa                                   |                                                     |                                                     |                                                     |                                                     |

## Stati partecipanti
Stati partecipanti che si sono qualificati alla finale
     Stati partecipanti che non si sono qualificati per la finale
     Stati che hanno partecipato in passato ma non nel 2021

Stati partecipanti che si sono qualificati alla finale
Stati partecipanti che non si sono qualificati per la finale
Stati che hanno partecipato in passato ma non nel 2021

Il 26 ottobre 2020 è stata ufficializzata la lista definitiva degli stati partecipanti a questa edizione, che ne prevedeva 41. Tuttavia, il 5 marzo 2021 l'Armenia ha annunciato il ritiro dalla competizione, portando così il numero a 40. Successivamente, l'UER ha confermato l'esclusione della Bielorussia dal concorso, portando ufficialmente il numero dei partecipanti a 39.
| Stato                       | Artista               | Brano                     | Lingua                | Processo di selezione                                                                                                   | Note |
| --------------------------- | --------------------- | ------------------------- | --------------------- | --- | --- |
| Albania                     | Anxhela Peristeri     | Karma                     | Albanese              | Festivali i Këngës 59, 23 dicembre 2020                                                                                 | Il brano in gara è una versione modificata rispetto a quello che ha vinto la selezione nazionale.                 |
| Australia                   | Montaigne             | Technicolour              | Inglese               | Interno; cantante annunciata il 1º aprile 2020, brano pubblicato il 5 marzo 2021                                        | In caso di vittoria dell'Australia la SBS avrebbe prodotto l'evento in Europa assieme a un altro membro dell'UER. |
| Austria                     | Vincent Bueno         | Amen                      | Inglese               | Interno; cantante annunciato il 26 marzo 2020, brano annunciato il 26 febbraio 2021                                     | |
| Azerbaigian                 | Efendi                | Mata Hari                 | Inglese               | Interno; cantante annunciata il 20 marzo 2020, brano annunciato il 13 marzo e presentato il 15 marzo 2021               | Il brano contiene alcune parole in azero.                                                                         |
| Belgio                      | Hooverphonic          | The Wrong Place           | Inglese               | Interno; gruppo annunciato il 20 marzo 2020, brano pubblicato il 4 marzo 2021                                           | |
| Bulgaria                    | Victoria              | Growing Up Is Getting Old | Inglese               | Interno; cantante annunciata il 21 marzo 2020, brano presentato il 10 marzo 2021                                        | Il brano in gara è una versione modificata di quello inizialmente annunciato.                                     |
| Cipro                       | Elena Tsagkrinou      | El diablo                 | Inglese               | Interno; cantante e brano annunciati il 25 novembre 2020, brano presentato il 24 febbraio 2021                          | Il brano contiene alcune parole in spagnolo.                                                                      |
| Croazia                     | Albina                | Tick-Tock                 | Inglese, croato       | Dora 2021, 13 febbraio 2021                                                                                             | |
| Danimarca                   | Fyr & Flamme          | Øve os på hinanden        | Danese                | Dansk Melodi Grand Prix 2021, 6 marzo 2021                                                                              | |
| Estonia                     | Uku Suviste           | The Lucky One             | Inglese               | Eesti Laul 2021, 6 marzo 2021                                                                                           | |
| Finlandia                   | Blind Channel         | Dark Side                 | Inglese               | UMK 2021, 20 febbraio 2021                                                                                              | |
| Francia                     | Barbara Pravi         | Voilà                     | Francese              | Eurovision France, c'est vous qui décidez 2021, 30 gennaio 2021                                                         | |
| Georgia                     | Tornik'e Kipiani      | You                       | Inglese               | Interno; cantante annunciato il 19 marzo 2020, brano annunciato il 1º marzo 2021 e pubblicato il 15 marzo 2021          | |
| Germania                    | Jendrik               | I Don't Feel Hate         | Inglese               | Interno; cantante annunciato il 6 febbraio 2021, brano presentato il 25 febbraio 2021                                   | Il brano contiene alcune parole in tedesco.                                                                       |
| Grecia                      | Stefania              | Last Dance                | Inglese               | Interno; cantante annunciata il 18 marzo 2020, brano annunciato il 7 gennaio 2021 e presentato il 10 marzo 2021         | |
| Irlanda                     | Lesley Roy            | Maps                      | Inglese               | Interno; cantante annunciata il 17 dicembre 2020, brano annunciato il 19 febbraio 2021 e presentato il 26 febbraio 2021 | |
| Islanda                     | Daði & Gagnamagnið    | 10 Years                  | Inglese               | Interno; gruppo annunciato il 23 ottobre 2020, brano annunciato il 24 febbraio 2020 e presentato il 13 marzo 2021       | |
| Israele                     | Eden Alene            | Set Me Free               | Inglese, ebraico      | Interno; cantante annunciata il 22 marzo 2020, HaShir Shelanu L'Eurovizion per il brano il 25 gennaio 2021              | Il brano in gara è una versione modificata rispetto a quello che ha vinto la selezione nazionale.                 |
| Italia                      | Måneskin              | Zitti e buoni             | Italiano              | Festival di Sanremo 2021, 6 marzo 2021                                                                                  | Il brano in gara è una versione modificata rispetto a quello che ha vinto la selezione nazionale.                 |
| Lettonia                    | Samanta Tīna          | The Moon Is Rising        | Inglese               | Interno; cantante annunciata il 16 maggio 2020, brano annunciato il 9 marzo e presentato il 12 marzo 2021               | |
| Lituania                    | The Roop              | Discoteque                | Inglese               | Pabandom iš naujo! 2021, 6 febbraio 2021                                                                                | |
| Macedonia del Nord          | Vasil                 | Here I Stand              | Inglese               | Interno; cantante annunciato il 20 gennaio 2021, brano annunciato il 12 febbraio 2021                                   | |
| Malta                       | Destiny               | Je me casse               | Inglese               | Interno; cantante annunciata il 16 maggio 2020, brano presentato il 15 marzo 2021                                       | Il brano contiene alcune parole in francese.                                                                      |
| Moldavia                    | Natalia Gordienko     | Sugar                     | Inglese               | Interno; cantante annunciata il 26 gennaio 2021, brano annunciato il 14 febbraio 2021 e presentato il 4 marzo 2021      | |
| Norvegia                    | Tix                   | Fallen Angel              | Inglese               | Melodi Grand Prix 2021, 20 febbraio 2021                                                                                | |
| Paesi Bassi (organizzatore) | Jeangu Macrooy        | Birth of a New Age        | Inglese, sranan tongo | Interno; cantante annunciato il 18 marzo 2020, brano pubblicato il 4 marzo 2021                                         | |
| Polonia                     | Rafał                 | The Ride                  | Inglese               | Interno; cantante e brano presentati il 12 marzo 2021                                                                   | Il brano in gara è una versione modificata di quello inizialmente annunciato.                                     |
| Portogallo                  | The Black Mamba       | Love Is on My Side        | Inglese               | Festival da Canção 2021, 6 marzo 2021                                                                                   | |
| Regno Unito                 | James Newman          | Embers                    | Inglese               | Interno; cantante annunciato il 19 febbraio 2021, brano annunciato il 10 marzo 2021 e presentato l'11 marzo 2021        | |
| Repubblica Ceca             | Benny Cristo          | Omaga                     | Inglese               | Interno; cantante annunciato il 13 maggio 2020, brano annunciato e presentato il 16 febbraio 2021                       | Il brano contiene alcune parole in ceco.                                                                          |
| Romania                     | Roxen                 | Amnesia                   | Inglese               | Interno; cantante annunciata il 31 marzo 2020, brano pubblicato il 4 marzo 2021                                         | |
| Russia                      | Maniža                | Russian Woman             | Russo, inglese        | Evrovidenie 2021, 8 marzo 2021                                                                                          | Il brano in gara è una versione modificata rispetto a quello che ha vinto la selezione nazionale.                 |
| San Marino                  | Senhit feat. Flo Rida | Adrenalina                | Inglese               | Interno; cantanti annunciati rispettivamente il 16 maggio 2020 e il 7 marzo 2021, brano presentato il 7 marzo 2021      | Il brano contiene alcune parole in italiano.                                                                      |
| Serbia                      | Hurricane             | Loco loco                 | Serbo                 | Interno; gruppo annunciato il 23 novembre 2020, brano annunciato il 22 febbraio 2021                                    | Il brano contiene alcune parole in inglese e spagnolo.                                                            |
| Slovenia                    | Ana Soklič            | Amen                      | Inglese               | Interno; cantante annunciata il 16 maggio 2020, EMA 2021 per il brano il 27 febbraio 2021                               | Il brano in gara è una versione modificata di quello inizialmente annunciato.                                     |
| Spagna                      | Blas Cantó            | Voy a quedarme            | Spagnolo              | Interno; cantante annunciato il 18 marzo 2020, Destino Eurovisión 2021 per il brano il 20 febbraio 2021                 | Il brano in gara è una versione modificata rispetto a quello che ha vinto la selezione nazionale.                 |
| Svezia                      | Tusse                 | Voices                    | Inglese               | Melodifestivalen 2021, 13 marzo 2021                                                                                    | |
| Svizzera                    | Gjon's Tears          | Tout l'univers            | Francese              | Interno; cantante annunciato il 20 marzo 2020, brano presentato il 10 marzo 2021                                        | |
| Ucraina                     | Go_A                  | Šum                       | Ucraino               | Interno; gruppo annunciato il 18 marzo 2020, brano annunciato e presentato il 4 febbraio 2021                           | Il brano in gara è una versione modificata di quello inizialmente annunciato.                                     |

## Eventi online
A causa della pandemia di COVID-19, i pre-party previsti nei mesi di marzo e aprile non sono stati organizzati, ma è stata lasciata comunque la possibilità di tenere eventi online.

### Concert in the Dark: Eurovision Pre-Party
La prima edizione dell'evento online organizzato dalla testata digitale Eurovoix si è tenuto il 21 aprile 2021 e ha visto gli artisti esibirsi in diretta da casa. Condotto da Rob Lilley, vi hanno partecipato:
- Austria
- Azerbaigian
- Bulgaria
- Cipro
- Croazia
- Danimarca
- Islanda
- Malta
- Polonia
- Portogallo
- Regno Unito
- Romania
- San Marino
- Svezia
- Ucraina

Vi hanno partecipato inoltre Måns Zelmerlöw (vincitore dell'Eurovision Song Contest 2015), i Keiino (rappresentanti della Norvegia all'Eurovision Song Contest 2019), Dami Im (rappresentante dell'Australia all'Eurovision Song Contest 2016), Patrick Jean (Melodifestivalen 2021), Eva Rydberg & Ewa Roos (Melodifestivalen 2021), i Lake Malawi (rappresentanti della Repubblica Ceca all'Eurovision Song Contest 2019), Gebrasy (Pabandom iš naujo! 2021), Hélène Boksle (Melodi Grand Prix 2011) ed Annsofi & Me (Melodi Grand Prix 2013).

### Eurovision Spain Pre-Party at Home 2021
La seconda edizione dell'evento online, che si è tenuto il 24 aprile 2021, ha visto gli artisti esibirsi in diretta da casa. Condotto da Blas Cantó (rappresentante della Spagna all'Eurovision Song Contest 2020 e 2021), Suzy (rappresentante del Portogallo all'Eurovision Song Contest 2014) e Victor Escudero, con la partecipazione di Karina (rappresentante della Spagna all'Eurovision Song Contest 1971), vi hanno partecipato:
- Albania
- Australia
- Austria
- Azerbaigian
- Belgio
- Bulgaria
- Cipro
- Croazia
- Estonia
- Francia
- Germania
- Grecia[N 1]
- Irlanda
- Islanda
- Italia
- Lettonia
- Lituania
- Macedonia del Nord
- Malta
- Moldavia
- Polonia
- Portogallo
- Regno Unito
- Repubblica Ceca
- Romania
- Russia
- San Marino
- Serbia
- Spagna
- Svezia
- Ucraina

Vi hanno partecipato inoltre i Navi (rappresentanti della Bielorussia all'Eurovision Song Contest 2017), Sirusho (rappresentante dell'Armenia all'Eurovision Song Contest 2008), Dami Im (rappresentante dell'Australia all'Eurovision Song Contest 2016), i Keiino (rappresentanti della Norvegia all'Eurovision Song Contest 2019), Manel Navarro (rappresentante della Spagna all'Eurovision Song Contest 2017), Miki Núñez (rappresentante della Spagna all'Eurovision Song Contest 2019) e Soleá (rappresentante della Spagna al Junior Eurovision Song Contest 2020).

### Adriatic PreParty 2021
La prima edizione dell'evento online organizzato dall'Hrvatski Eurovizijski Klub si è tenuto il 1º maggio 2021 a Zagabria e ha visto gli artisti esibirsi in diretta da casa. Vi hanno partecipato:
- Albania
- Croazia
- Francia
- Germania
- Irlanda
- Italia
- Lettonia
- Macedonia del Nord
- Malta
- Moldavia
- Polonia
- Portogallo
- Regno Unito
- Romania
- Serbia

Vi hanno partecipato inoltre Lorena Bućan (Dora 2019 e 2020), ToMa (Dora 2021), Tajči (rappresentante della Jugoslavia all'Eurovision Song Contest 1990) e Darija Vračević (rappresentante della Serbia al Junior Eurovision Song Contest 2019).

### Italian Eurovision Party
La prima edizione dell'evento organizzato dall'emittente italiana Rai e trasmesso su Rai 4 e RaiPlay si è tenuto il 13 maggio 2021 e ha visto gli artisti esibirsi in diretta da casa con i loro brani eurovisivi o una canzone italiana da loro scelta. Condotto da Ema Stokholma e Saverio Raimondo, vi hanno partecipato:
- Albania
- Australia
- Azerbaigian
- Cipro
- Croazia
- Francia
- Germania
- Grecia
- Israele
- Italia
- Lettonia
- Lituania
- Norvegia
- Polonia
- Regno Unito
- Romania
- Repubblica Ceca
- San Marino
- Serbia
- Slovenia
- Spagna
- Svezia
- Svizzera

### The Wiwi Jam at Home 2021
La seconda edizione dell'evento online organizzato dalla testata digitale Wiwibloggs si è tenuta il 20 maggio 2021 e ha visto gli artisti esibirsi in diretta da casa. Condotto da William Lee Adams, Suzanne Adams e Deban Aderemi, vi hanno partecipato:
- Albania
- Australia
- Austria
- Azerbaigian
- Belgio
- Bulgaria
- Cipro
- Croazia
- Finlandia
- Francia
- Germania
- Irlanda
- Italia
- Lituania
- Macedonia del Nord
- Malta
- Romania
- Russia
- San Marino
- Svezia
- Ucraina

Hanno partecipato inoltre Anna Odobescu (rappresentante della Moldavia all'Eurovision Song Contest 2019), Era Rusi (Festivali i Këngës 58 e 59), Eldar Qasımov (vincitore dell'Eurovision Song Contest 2011), Big Daddy Karsten (Melodi Grand Prix 2021), i Keiino (rappresentanti della Norvegia all'Eurovision Song Contest 2019), i Navi (rappresentanti della Bielorussia all'Eurovision Song Contest 2017), i Val (rappresentanti della Bielorussia all'Eurovision Song Contest 2020), Mirud (Festivali i Këngës 58 e 59), Athīna Manoukian (rappresentante dell'Armenia all'Eurovision Song Contest 2020) e Bernarda (Dora 2019 e 2021).

### Eurovision Song Celebration: Live-on-Tape
Il 29 marzo 2021 l'UER ha confermato la seconda edizione dello spettacolo Eurovision Song Celebration sul canale ufficiale YouTube della manifestazione previsto per il 28 e 29 maggio 2021, una settimana dopo la trasmissione della finale.
Lo spettacolo, condotto da Krista Siegfrids (rappresentante della Finlandia all'Eurovision Song Contest 2013), comprende le 37 esibizioni pre-registrate realizzate in caso di eventuali avvenimenti che avrebbero potuto impedire l'esibizione dal vivo di uno o più artisti in gara alla manifestazione. Per volontà degli artisti, le esibizioni di Irlanda e Regno Unito non sono state incluse.
Il tradizionale riepilogo generale dei brani è stato sostituito da uno realizzato dai fan, che hanno avuto la possibilità di cantare il loro brano preferito.
Prima parte - I semifinalisti
La prima parte è stata trasmessa il 28 maggio 2021 e ha riguardato tutti i paesi che non sono riusciti a qualificarsi per la finale, ad eccezione dell'Irlanda.
Seconda parte - I finalisti
La seconda parte è stata trasmessa il 29 maggio 2021, e ha riguardato tutti i paesi che hanno gareggiato in finale, ad eccezione del Regno Unito.

## L'evento

### Semifinali
Il 17 novembre 2020 l'UER e il Gruppo di Controllo hanno annunciato di non svolgere il tradizionale sorteggio per determinare la composizione delle semifinali. Infatti, sarà utilizzata la composizione effettuata durante l'edizione precedentemente pianificata, avvenuta il 28 gennaio 2020 al municipio di Rotterdam, presentata da Chantal Janzen, Edsilia Rombley e Jan Smit. Nell'annuncio è stato esplicitato che, come da tradizione, l'ordine di esibizione esatto sarebbe stato stabilito dalla produzione del programma e approvata dal supervisore UER del programma e dal Gruppo di Controllo. In base all'annuncio, le semifinali risultano quindi così composte:

Stati partecipanti alla prima semifinale
Stati con diritto di voto nella prima semifinale
Stati partecipanti alla seconda semifinale
Stati con diritto di voto alla seconda semifinale

     Stati partecipanti alla prima semifinale
     Stati con diritto di voto nella prima semifinale
     Stati partecipanti alla seconda semifinale
     Stati con diritto di voto alla seconda semifinale
| 1ª semifinale 18 maggio 2021                                                     | 1ª semifinale 18 maggio 2021                                            | 2ª semifinale 20 maggio 2021                                                      | 2ª semifinale 20 maggio 2021                                                      |
| -------------------------------------------------------------------------------- | ----------------------------------------------------------------------- | --------------------------------------------------------------------------------- | --------------------------------------------------------------------------------- |
| Macedonia del Nord Bielorussia Lituania Svezia Slovenia Australia Irlanda Russia | Norvegia Cipro Croazia Azerbaigian Malta Israele Ucraina Romania Belgio | Austria Moldavia Polonia San Marino Serbia Islanda Repubblica Ceca Grecia Estonia | Danimarca Bulgaria Svizzera Finlandia Armenia Lettonia Georgia Portogallo Albania |
| Con diritto di voto: Germania Italia Paesi Bassi                                 | Con diritto di voto: Germania Italia Paesi Bassi                        | Con diritto di voto: Francia Spagna Regno Unito                                   | Con diritto di voto: Francia Spagna Regno Unito                                   |
| 1. 2.                                                                            |                                                                         |                                                                                   |                                                                                   |

#### Prima semifinale
La prima semifinale si è svolta il 18 maggio 2021 alle 21:00 CEST; vi hanno gareggiato 16 paesi (i quali, prima dell'esclusione della Bielorussia, avrebbero dovuto essere 17) e hanno votato anche Germania, Italia e Paesi Bassi. L'ordine di uscita è stato reso noto il 30 marzo 2021.
A causa delle restrizioni sui viaggi internazionali allora adottate dal proprio governo, l'Australia ha partecipato con un'esibizione preregistrata girata agli SBS Studios di Sydney, data l'impossibilità della delegazione di presenziare fisicamente alla manifestazione.
| Nº | Stato              | Cantante         | Canzone         | Punti | Posizione |
| -- | ------------------ | ---------------- | --------------- | ----- | --------- |
| 01 | Lituania           | The Roop         | Discoteque      | 203   | 4         |
| 02 | Slovenia           | Ana Soklič       | Amen            | 44    | 13        |
| 03 | Russia             | Maniža           | Russian Woman   | 225   | 3         |
| 04 | Svezia             | Tusse            | Voices          | 142   | 7         |
| 05 | Australia          | Montaigne        | Technicolour    | 28    | 14        |
| 06 | Macedonia del Nord | Vasil            | Here I Stand    | 23    | 15        |
| 07 | Irlanda            | Lesley Roy       | Maps            | 20    | 16        |
| 08 | Cipro              | Elena Tsagkrinou | El diablo       | 170   | 6         |
| 09 | Norvegia           | Tix              | Fallen Angel    | 115   | 10        |
| 10 | Croazia            | Albina           | Tick-Tock       | 110   | 11        |
| 11 | Belgio             | Hooverphonic     | The Wrong Place | 117   | 9         |
| 12 | Israele            | Eden Alene       | Set Me Free     | 192   | 5         |
| 13 | Romania            | Roxen            | Amnesia         | 85    | 12        |
| 14 | Azerbaigian        | Efendi           | Mata Hari       | 138   | 8         |
| 15 | Ucraina            | Go_A             | Šum             | 267   | 2         |
| 16 | Malta              | Destiny          | Je me casse     | 325   | 1         |

| Pos. | Televoto           | Punti | Giuria             | Punti |
| ---- | ------------------ | ----- | ------------------ | ----- |
| 1    | Ucraina            | 164   | Malta              | 174   |
| 2    | Malta              | 151   | Russia             | 117   |
| 3    | Lituania           | 137   | Ucraina            | 103   |
| 4    | Russia             | 108   | Israele            | 99    |
| 5    | Israele            | 93    | Cipro              | 92    |
| 6    | Azerbaigian        | 91    | Svezia             | 91    |
| 7    | Cipro              | 78    | Belgio             | 70    |
| 8    | Norvegia           | 77    | Lituania           | 66    |
| 9    | Croazia            | 53    | Romania            | 58    |
| 10   | Svezia             | 51    | Croazia            | 57    |
| 11   | Belgio             | 47    | Azerbaigian        | 47    |
| 12   | Romania            | 27    | Norvegia           | 38    |
| 13   | Macedonia del Nord | 11    | Slovenia           | 36    |
| 14   | Slovenia           | 8     | Australia          | 26    |
| 15   | Irlanda            | 4     | Irlanda            | 16    |
| 16   | Australia          | 2     | Macedonia del Nord | 12    |

12 punti (Giuria)
| N. | A         | Da                                                                    |
| -- | --------- | --------------------------------------------------------------------- |
| 8  | Malta     | Australia, Croazia, Cipro, Irlanda, Norvegia, Romania, Russia, Svezia |
| 3  | Russia    | Azerbaigian, Belgio, Paesi Bassi                                      |
| 2  | Israele   | Italia, Macedonia del Nord                                            |
| 1  | Australia | Ucraina                                                               |
| 1  | Cipro     | Slovenia                                                              |
| 1  | Lituania  | Israele                                                               |
| 1  | Romania   | Malta                                                                 |
| 1  | Svezia    | Germania                                                              |
| 1  | Ucraina   | Lituania                                                              |

12 punti (Televoto)
| N. | A        | Da                                                    |
| -- | -------- | ----------------------------------------------------- |
| 6  | Ucraina  | Australia, Croazia, Italia, Lituania, Romania, Russia |
| 5  | Lituania | Cipro, Germania, Irlanda, Norvegia, Ucraina           |
| 2  | Croazia  | Macedonia del Nord, Slovenia                          |
| 2  | Malta    | Belgio, Paesi Bassi                                   |
| 1  | Cipro    | Malta                                                 |
| 1  | Israele  | Azerbaigian                                           |
| 1  | Norvegia | Svezia                                                |
| 1  | Russia   | Israele                                               |

#### Seconda semifinale
La seconda semifinale si è svolta il 20 maggio 2021 alle 21:00 CEST; vi hanno gareggiato 17 paesi (fino al ritiro dell'Armenia gli stati in gara avrebbero dovuto essere 18) e hanno votato anche Francia, Spagna e Regno Unito. L'ordine di uscita è stato reso noto il 30 marzo 2021.
A causa della quarantena obbligatoria, dopo che un membro dei Daði & Gagnamagnið è risultato positivo al virus COVID-19, l'Islanda ha partecipato con un'esibizione pre-registrata girata durante le prove costume presso la Rotterdam Ahoy, data l'impossibilità della delegazione di assistere agli spettacoli dal vivo in persona inoltre e la terza volta che San Marino partecipa alla finale
| Nº | Stato           | Cantante              | Canzone                   | Punti | Posizione |
| -- | --------------- | --------------------- | ------------------------- | ----- | --------- |
| 01 | San Marino      | Senhit feat. Flo Rida | Adrenalina                | 118   | 9         |
| 02 | Estonia         | Uku Suviste           | The Lucky One             | 58    | 13        |
| 03 | Repubblica Ceca | Benny Cristo          | Omaga                     | 23    | 15        |
| 04 | Grecia          | Stefania              | Last Dance                | 184   | 6         |
| 05 | Austria         | Vincent Bueno         | Amen                      | 66    | 12        |
| 06 | Polonia         | Rafał                 | The Ride                  | 35    | 14        |
| 07 | Moldavia        | Natalia Gordienko     | Sugar                     | 179   | 7         |
| 08 | Islanda         | Daði & Gagnamagnið    | 10 Years                  | 288   | 2         |
| 09 | Serbia          | Hurricane             | Loco loco                 | 124   | 8         |
| 10 | Georgia         | Tornik'e Kipiani      | You                       | 16    | 16        |
| 11 | Albania         | Anxhela Peristeri     | Karma                     | 112   | 10        |
| 12 | Portogallo      | The Black Mamba       | Love Is on My Side        | 239   | 4         |
| 13 | Bulgaria        | Victoria              | Growing Up Is Getting Old | 250   | 3         |
| 14 | Finlandia       | Blind Channel         | Dark Side                 | 234   | 5         |
| 15 | Lettonia        | Samanta Tīna          | The Moon Is Rising        | 14    | 17        |
| 16 | Svizzera        | Gjon's Tears          | Tout l'univers            | 291   | 1         |
| 17 | Danimarca       | Fyr & Flamme          | Øve os på hinanden        | 89    | 11        |

| Pos. | Televoto        | Punti | Giuria          | Punti |
| ---- | --------------- | ----- | --------------- | ----- |
| 1    | Finlandia       | 150   | Svizzera        | 156   |
| 2    | Islanda         | 148   | Bulgaria        | 149   |
| 3    | Svizzera        | 135   | Islanda         | 140   |
| 4    | Moldavia        | 123   | Portogallo      | 128   |
| 5    | Portogallo      | 111   | Grecia          | 104   |
| 6    | Bulgaria        | 101   | Finlandia       | 84    |
| 7    | Danimarca       | 80    | San Marino      | 76    |
| 8    | Grecia          | 80    | Albania         | 74    |
| 9    | Serbia          | 68    | Serbia          | 56    |
| 10   | San Marino      | 42    | Moldavia        | 56    |
| 11   | Albania         | 38    | Austria         | 53    |
| 12   | Estonia         | 29    | Estonia         | 29    |
| 13   | Polonia         | 17    | Repubblica Ceca | 23    |
| 14   | Georgia         | 15    | Polonia         | 18    |
| 15   | Austria         | 13    | Danimarca       | 9     |
| 16   | Lettonia        | 10    | Lettonia        | 4     |
| 17   | Repubblica Ceca | 0     | Georgia         | 1     |

12 punti (Giuria)
| N. | A          | Da                                                             |
| -- | ---------- | -------------------------------------------------------------- |
| 7  | Svizzera   | Albania, Austria, Danimarca, Estonia, Georgia, Islanda, Spagna |
| 4  | Bulgaria   | Finlandia, Moldavia, Portogallo, Svizzera                      |
| 3  | Islanda    | Lettonia, Serbia, Regno Unito                                  |
| 2  | Grecia     | Francia, Polonia                                               |
| 2  | Moldavia   | Bulgaria, Grecia                                               |
| 1  | Polonia    | San Marino                                                     |
| 1  | Portogallo | Repubblica Ceca                                                |

12 punti (Televoto)
| N. | A          | Da                                                                                  |
| -- | ---------- | ----------------------------------------------------------------------------------- |
| 8  | Moldavia   | Estonia, Francia, Grecia, Lettonia, Portogallo, Repubblica Ceca, San Marino, Serbia |
| 3  | Islanda    | Danimarca, Finlandia, Regno Unito                                                   |
| 2  | Finlandia  | Bulgaria, Polonia                                                                   |
| 2  | Serbia     | Austria, Svizzera                                                                   |
| 1  | Danimarca  | Islanda                                                                             |
| 1  | Grecia     | Moldavia                                                                            |
| 1  | Portogallo | Spagna                                                                              |
| 1  | San Marino | Georgia                                                                             |
| 1  | Svizzera   | Albania                                                                             |

### Finale
La finale si è svolta il 22 maggio 2021 alle 21:00 CEST; vi hanno gareggiato 26 paesi di cui:
- i primi 10 qualificati durante la prima semifinale;
- i primi 10 qualificati durante la seconda semifinale;
- i 5 finalisti di diritto, i cosiddetti Big Five, ovvero Francia, Germania, Italia, Regno Unito e Spagna;
- i Paesi Bassi, paese ospitante.

Il 21 novembre 2020 è stato reso noto che, in maniera simile alla composizione delle semifinali, anche i Paesi Bassi, lo stato organizzatore, avrebbero mantenuto la posizione precedentemente sorteggiata il 9 marzo 2020, ovvero la 23ª posizione. L'ordine di uscita è stato reso noto il 21 maggio 2021.
Come accaduto in occasione della semifinale, a causa della quarantena obbligatoria, dopo che un membro dei Daði & Gagnamagnið è risultato positivo al virus del COVID-19, l'Islanda ha partecipato con un'esibizione pre-registrata durante le prove costume presso la Rotterdam Ahoy, data l'impossibilità della delegazione di assistere agli spettacoli dal vivo in persona.
| Nº | Stato       | Cantante              | Canzone                   | Punti | Posizione |
| -- | ----------- | --------------------- | ------------------------- | ----- | --------- |
| 1  | Cipro       | Elena Tsagkrinou      | El diablo                 | 94    | 16        |
| 2  | Albania     | Anxhela Peristeri     | Karma                     | 57    | 21        |
| 3  | Israele     | Eden Alene            | Set Me Free               | 93    | 17        |
| 4  | Belgio      | Hooverphonic          | The Wrong Place           | 74    | 19        |
| 5  | Russia      | Maniža                | Russian Woman             | 204   | 9         |
| 6  | Malta       | Destiny               | Je me casse               | 255   | 7         |
| 7  | Portogallo  | The Black Mamba       | Love Is on My Side        | 153   | 12        |
| 8  | Serbia      | Hurricane             | Loco loco                 | 102   | 15        |
| 9  | Regno Unito | James Newman          | Embers                    | 0     | 26        |
| 10 | Grecia      | Stefania              | Last Dance                | 170   | 10        |
| 11 | Svizzera    | Gjon's Tears          | Tout l'univers            | 432   | 3         |
| 12 | Islanda     | Daði & Gagnamagnið    | 10 Years                  | 378   | 4         |
| 13 | Spagna      | Blas Cantó            | Voy a quedarme            | 6     | 24        |
| 14 | Moldavia    | Natalia Gordienko     | Sugar                     | 115   | 13        |
| 15 | Germania    | Jendrik               | I Don't Feel Hate         | 3     | 25        |
| 16 | Finlandia   | Blind Channel         | Dark Side                 | 301   | 6         |
| 17 | Bulgaria    | Victoria              | Growing Up Is Getting Old | 170   | 11        |
| 18 | Lituania    | The Roop              | Discoteque                | 220   | 8         |
| 19 | Ucraina     | Go_A                  | Šum                       | 364   | 5         |
| 20 | Francia     | Barbara Pravi         | Voilà                     | 499   | 2         |
| 21 | Azerbaigian | Efendi                | Mata Hari                 | 65    | 20        |
| 22 | Norvegia    | Tix                   | Fallen Angel              | 75    | 18        |
| 23 | Paesi Bassi | Jeangu Macrooy        | Birth of a New Age        | 11    | 23        |
| 24 | Italia      | Måneskin              | Zitti e buoni             | 524   | 1         |
| 25 | Svezia      | Tusse                 | Voices                    | 109   | 14        |
| 26 | San Marino  | Senhit feat. Flo Rida | Adrenalina                | 50    | 22        |

| Pos. | Televoto    | Punti | Giuria      | Punti |
| ---- | ----------- | ----- | ----------- | ----- |
| 1    | Italia      | 318   | Svizzera    | 267   |
| 2    | Ucraina     | 267   | Francia     | 248   |
| 3    | Francia     | 251   | Malta       | 208   |
| 4    | Finlandia   | 218   | Italia      | 206   |
| 5    | Islanda     | 180   | Islanda     | 198   |
| 6    | Svizzera    | 165   | Bulgaria    | 140   |
| 7    | Lituania    | 165   | Portogallo  | 126   |
| 8    | Russia      | 100   | Russia      | 104   |
| 9    | Serbia      | 82    | Ucraina     | 97    |
| 10   | Grecia      | 79    | Grecia      | 91    |
| 11   | Svezia      | 63    | Finlandia   | 83    |
| 12   | Moldavia    | 62    | Israele     | 73    |
| 13   | Norvegia    | 60    | Belgio      | 71    |
| 14   | Malta       | 47    | Lituania    | 55    |
| 15   | Cipro       | 44    | Moldavia    | 53    |
| 16   | Albania     | 35    | Cipro       | 50    |
| 17   | Azerbaigian | 33    | Svezia      | 46    |
| 18   | Bulgaria    | 30    | San Marino  | 37    |
| 19   | Portogallo  | 27    | Azerbaigian | 32    |
| 20   | Israele     | 20    | Albania     | 22    |
| 21   | San Marino  | 13    | Serbia      | 20    |
| 22   | Belgio      | 3     | Norvegia    | 15    |
| 23   | Paesi Bassi | 0     | Paesi Bassi | 11    |
| 24   | Spagna      | 0     | Spagna      | 6     |
| 25   | Germania    | 0     | Germania    | 3     |
| 26   | Regno Unito | 0     | Regno Unito | 0     |

12 punti (Giuria)
| N. | A          | Da                                                                                |
| -- | ---------- | --------------------------------------------------------------------------------- |
| 8  | Francia    | Germania, Irlanda, Paesi Bassi, San Marino, Serbia, Spagna, Svizzera, Regno Unito |
| 8  | Svizzera   | Albania, Belgio, Danimarca, Estonia, Finlandia, Islanda, Israele, Lettonia        |
| 4  | Italia     | Croazia, Georgia, Slovenia, Ucraina                                               |
| 4  | Malta      | Australia, Norvegia, Romania, Svezia                                              |
| 2  | Bulgaria   | Moldavia, Portogallo                                                              |
| 2  | Grecia     | Cipro, Francia                                                                    |
| 2  | Moldavia   | Bulgaria, Russia                                                                  |
| 1  | Albania    | Malta                                                                             |
| 1  | Cipro      | Grecia                                                                            |
| 1  | Islanda    | Austria                                                                           |
| 1  | Lituania   | Italia                                                                            |
| 1  | Portogallo | Repubblica Ceca                                                                   |
| 1  | Russia     | Azerbaigian                                                                       |
| 1  | San Marino | Polonia                                                                           |
| 1  | Serbia     | Macedonia del Nord                                                                |
| 1  | Ucraina    | Lituania                                                                          |

12 punti (Televoto)
| N. | A         | Da                                                       |
| -- | --------- | -------------------------------------------------------- |
| 5  | Italia    | Bulgaria, Malta, San Marino, Serbia, Ucraina             |
| 5  | Lituania  | Germania, Irlanda, Lettonia, Norvegia, Regno Unito       |
| 5  | Serbia    | Austria, Croazia, Macedonia del Nord, Slovenia, Svizzera |
| 5  | Ucraina   | Francia, Israele, Italia, Lituania, Polonia              |
| 4  | Francia   | Belgio, Paesi Bassi, Portogallo, Spagna                  |
| 3  | Finlandia | Estonia, Islanda, Svezia                                 |
| 3  | Islanda   | Australia, Danimarca, Finlandia                          |
| 2  | Cipro     | Grecia, Russia                                           |
| 2  | Grecia    | Cipro, Georgia                                           |
| 2  | Moldavia  | Repubblica Ceca, Romania                                 |
| 1  | Israele   | Azerbaigian                                              |
| 1  | Russia    | Moldavia                                                 |
| 1  | Svizzera  | Albania                                                  |

## Marcel Bezençon Awards
I vincitori dei Marcel Bezençon Awards sono stati:
- Press Award:  Francia
- Artistic Award:  Francia
- Composer Award:  Svizzera

## OGAE 2021
I membri dell'OGAE, organizzazione internazionale che consiste in un network di fan club del contest di vari paesi europei e non, come ogni anno hanno avuto l'opportunità di votare per la loro canzone preferita prima della gara. I 43 club sono stati divisi in due gruppi: i risultati del primo gruppo vengono pubblicati sul sito web dell'organizzazione tra il 13 aprile e il 2 maggio 2021, mentre i risultati del secondo gruppo sono stati annunciati il 7 maggio 2021.
La tabella raffigura il voto di 43 OGAE club.
| Posizione | Paese    | Cantante         | Canzone        | Punti |
| --------- | -------- | ---------------- | -------------- | ----- |
| 1         | Malta    | Destiny          | Je me casse    | 363   |
| 2         | Svizzera | Gjon's Tears     | Tout l'univers | 358   |
| 3         | Francia  | Barbara Pravi    | Voilà          | 318   |
| 4         | Lituania | The Roop         | Discoteque     | 301   |
| 5         | Cipro    | Elena Tsagkrinou | El diablo      | 238   |

## Giurie
Il 22 maggio 2021 l'UER ha reso nota la lista dei membri delle giurie nazionali, che hanno stilato la classifica della giuria all'evento.
In grassetto i presidenti di giuria.
- Albania: Aurel Thellimi, Kastriot Tusha, Kejsi Tola, Rozana Radi, Sokol Marsi
- Australia: Jack Vidgen, Kamahal, Brooke Boney, Ash London, Millie Millgate
- Austria: Drew Sarich, Norbert Schneider, Pænda, Peter Pansky, Virginia Ernst
- Azerbaigian: Atari Jafarova, Fuad Alishov, Sevda Alakbarzada, Vagif Gerayzada, Zamig Hüseynov
- Belgio: Kate Ryan, Lady Linn, Pommelien Thijs, Stefaan Fernande, Yves Ruth
- Bulgaria: Christina Yankova Mateeva, Katja, Krassimir Nikolov Gjulmezov, Milka Koleva Miteva, Suti
- Cipro: Andreas, Christiana Mitella, Marilena Charalampidou, Tasos Tryfōnos, Alexandros Taramountas
- Croazia: Denis Dumančić, Luka Nižetić, Monika Lelas Habanek, Nika Turković, Tonka
- Danimarca: Jonas Schroeder, Kill J, Lise Cabble, Peter Düring, Tanne Amanda Balcells
- Estonia: Birgit Sarrap, Dave Benton, Elina Born, Karl-Ander Reismann, Stig Rästa
- Finlandia: Amie Borgar, Jussi Mäntysaari, Mirva Merimaa, Samuli Tuomainen, Tommi Väänänen
- Francia: Adrien Kaiser, Gilbert Marcellus, Géraldine Allouche, Kahina Kimoune, Loïc Parent
- Georgia: David Evgenidze, Helen Kalandadze, Nodiko Tatishvili, Sopho Toroshelidze, Zaza Orashvili
- Germania: Ivy Quainoo, Janin Ullmann, Matthias Arfmann, Uwe Kanthak, Constantin Zöller
- Grecia: Adam Tsarouchīs, Athīna Kōnstantinou, Fōtīs Sergoulopoulos, Iōannīs Vasilopoulos, Xenia Gkalī
- Irlanda: Ben Pyne, Fidelma Kelly, Karl Broderick, Louise Bruton, Luan Parle
- Islanda: Guðrún Gunnars, Matti Matt, Oddný Sturludóttir, Regína Ósk, Snorri Helgason
- Israele: Avia Farchi, Noy Aloosh, Ohad Hitman, Roni Superstar, Yossi Hersonski
- Italia: Emanuele Lombardini, Giusy Cascio, Stefano Mannucci, Katia Riccardi, Simone Pinelli (semifinale), Gregorio Matteo (finale)
- Lettonia: Guna Zučika, Kaspars Zemītis, Magnuss Eriņš, Patrisha, Valts Pūce
- Lituania: Darius Uzkuraitis, Bjelle, Giedrė, Jievaras Jasinskis, Rafailas Karpis
- Macedonia del Nord: Darko Tasev, Erhan Shukri, Ile Spasev, Lara Ivanova, Robert Bilbilov
- Malta: Annaliz Azzopardi, Ira Losco, Kevin Abela, Michela Pace, Sigmund Mifsud
- Moldavia: Constantin Moscovici, Dumitru Mitu, Ion Catar, Marina Djundiet, Nelly Ciobanu
- Norvegia: Aleksander Walmann, Anna-Lisa Kumoji, Kate Gulbrandsen, Rolf Lennart Stensø, Vilde
- Paesi Bassi: Brainpower, Giovanca, Jessica van Amerongen, Lakshmi, Leo Blokhuis
- Polonia: Anna Zaczek-Biderman, Cleo, Michaɫ Michalik, Norbi, Piotr Winnicki
- Portogallo: Dino D'Santiago, Dora, João Reis Moreira, Marta Carvalho, Pedro Penim
- Regno Unito: Nicki Chapman, Tom Aspaul, Michelle Gayle, Aisha Jawando, Ross Gautreau
- Repubblica Ceca: Boris Carloff, Debbi, Elis Mraz, Miro Žbirka, Tonya Graves
- Romania: DJ Andy, Ilinca Băcilă, Liviu Teodorescu, Luminița Anghel, Razvan de la ZU
- Russia: Alla Sigalova, Dina Garipova, Leonid Gutkin, Leonid Rudenko, Julia Volkova
- San Marino: Antonio Cecchetti, Elisa Manzaroli, Fabrizio Raggi, Jimmy JDKA, Marilia Reffi
- Serbia: Ekstra Nena, Ivana Peters, Milan Stanković, Slobodan Marković, Tijana Bogićević
- Slovenia: Amaya, Bojan Cvjetićanin, Boštjan Grabnar, Nuša Derenda, Raay
- Spagna: Antonio Hueso, David Santiesteban, Maria Peláe, Nerea Rodríguez, Samantha Gilabert
- Svezia: Björn Kjellman, Emelie Fjällström, Nanne Grönvall, Omar Rudberg, Tina Mehrafzoon
- Svizzera: Chiara Dubey, Georg Schlunegger, Lisa Oribasi, Rico Fischer, Sophie de Quay
- Ucraina: Alloise, Illarija, Ihor Kondratjuk, Oleksandr Ponomar'ov, Al'ona Al'ona

## Stati non partecipanti
- Andorra: Susanne Georgi, rappresentante del principato all'edizione del 2009, ha annunciato di aver trovato i finanziamenti necessari affinché il paese possa tornare in concorso.[120] Tuttavia, nel giugno 2020 la RTVA ha confermato che il paese non avrebbe preso parte all'edizione del 2021.[121]
- Armenia: nonostante un'iniziale conferma, il 5 marzo 2021 ARMTV ha confermato il ritiro del paese dalla competizione all'ultimo minuto citando come motivo le forti crisi governative del paese a causa della guerra del Nagorno Karabakh del 2020.[19]
- Bielorussia: nonostante un'iniziale conferma, il 26 marzo 2021 l'UER ha confermato l'esclusione del paese dopo il mancato adempimento di BTRC di presentare un brano conforme al regolamento della manifestazione.[20]
- Bosnia ed Erzegovina: il 6 ottobre 2020 BHRT ha confermato che il paese non sarebbe tornato a partecipare in questa edizione, citando i forti debiti verso l'UER.[122]
- Kazakistan: il 18 agosto 2020 l'UER ha annunciato che il paese non sarebbe stato invitato a partecipare all'edizione 2021, rendendo impossibile il debutto alla manifestazione.[123]
- Kosovo: il 18 agosto 2020 l'UER ha annunciato che il paese non sarebbe stato invitato a partecipare all'edizione 2021, rendendo impossibile il debutto alla manifestazione.[123]
- Liechtenstein: il 30 luglio 2020 1 FL TV ha confermato che il paese non avrebbe debuttato nel 2021, citando gli alti costi di partecipazione.[124]
- Lussemburgo: il 30 luglio 2020 RTL Télé Lëtzebuerg ha confermato che il paese non sarebbe tornato a partecipare in questa edizione, affermando di "non volersi concentrare su spettacoli di intrattenimento e musica", e che "la partecipazione al concorso porterebbe l'emittente in crisi finanziaria".[125]
- Marocco: Il 1º febbraio 2020 Karim Sbai, direttore delle comunicazioni alla SNRT, ha confermato che un eventuale ritorno al concorso non era stato ancora discusso.[126] Il 26 ottobre 2020 l'UER ha annunciato la non partecipazione del paese.
- Montenegro: il 12 ottobre 2020 RTCG ha confermato che il paese non sarebbe tornato a partecipare in questa edizione, citando gli scarsi risultati ottenuti e gli alti costi di partecipazione.[127]
- Principato di Monaco: l'8 settembre 2020 TMC ha confermato che il principato non sarebbe tornato a partecipare nell'edizione 2021.[128]
- Slovacchia: Il 3 agosto 2020 RTVS ha confermato che il paese non sarebbe tornato a partecipare in questa edizione, citando gli alti costi di partecipazione e lo scarso interesse del pubblico.[129]
- Stati Uniti: Il 16 febbraio 2020 l'UER ha dichiarato che avrebbe valutato la possibilità di invitare la nazione al concorso se l'American Song Contest, l'imminente controparte americana, avesse avuto successo. Diverse emittenti statunitensi sono membri associatati dell'UER.[130] Tuttavia, il 26 ottobre 2020 l'UER ha annunciato la non partecipazione del paese.
- Turchia: Il 23 maggio 2020 Faruk Kaymakcı, Vice Ministro degli Affari esteri turco e Direttore per gli affari dell'UE, ha affermato che spera di poter vedere il suo paese tornare al concorso.[131] Tuttavia il 26 ottobre 2020 l'UER ha annunciato la non partecipazione del paese.

## Trasmissione dell'evento e commentatori

### Televisione e radio
| Paese              | Trasmissione                | Emittente          | Stazione                                   | Commentatori                                            | Note                            |
| ------------------ | --------------------------- | ------------------ | ------------------------------------------ | ------------------------------------------------------- | ------------------------------- |
| Albania            | Completa                    | RTSH               | RTSH 1 RTSH Muzikë Radio Tirana            | Andri Xhahu                                             | [ 132 ]                         |
| Australia          | Completa                    | SBS                | SBS Television                             | Myf Warhurst Joel Creasey                               | [ 133 ]                         |
| Austria            | Completa                    | ORF                | ORF 1                                      | Andi Knoll                                              | [ 134 ]                         |
| Azerbaigian        | Completa                    | İTV                | İctimai Televiziya                         | Hüsniyyə Məhərrəmova                                    | [ 135 ]                         |
| Belgio             | Completa                    | RTBF               | La Une                                     | Fanny Jandrain Jean-Louis Lahaye                        | [ 136 ] [ 137 ] [ 138 ]         |
| Belgio             | Prima semifinale e finale   | RTBF               | VivaCité                                   | Fanny Jandrain Jean-Louis Lahaye                        | [ 136 ] [ 137 ] [ 138 ]         |
| Belgio             | Completa                    | VRT                | Één                                        | Peter Van de Veire                                      | [ 136 ] [ 137 ] [ 138 ]         |
| Belgio             | Finale                      | VRT                | Radio 2                                    | Anja Daems Showbizz Bart                                | [ 136 ] [ 137 ] [ 138 ]         |
| Bulgaria           | Completa                    | BNT                | BNT 1 BNT 4                                | Elena Rosberg Petko Kralev                              | [ 139 ]                         |
| Canada             | Completa                    | OMNI Television    | OMNI Television                            | Nessuno                                                 | [ 140 ]                         |
| Cipro              | Completa                    | CyBC               | RIK 1 RIK HD RIK Sat                       | Louis Patsalidīs                                        | [ 141 ] [ 142 ]                 |
| Croazia            | Completa                    | HRT                | HRT 1                                      | Duško Ćurlić                                            | [ 143 ] [ 144 ]                 |
| Croazia            | Finale                      | HRT                | HR 2                                       | Sconosciuto                                             | [ 143 ] [ 144 ]                 |
| Danimarca          | Completa                    | DR                 | DR 1                                       | Henrik Milling Nicolai Molbech                          | [ 145 ]                         |
| Estonia            | Completa                    | ERR                | ETV                                        | Marko Reikop                                            | [ 146 ] [ 147 ] [ 148 ]         |
| Estonia            | Completa                    | ERR                | ETV+                                       | Aleksandr Hobotov Julia Kalenda                         | [ 146 ] [ 147 ] [ 148 ]         |
| Finlandia          | Completa                    | Yle                | Yle TV1                                    | Mikko Silvennoinen                                      | [ 149 ]                         |
| Finlandia          | Completa                    | Yle                | Yle TV1                                    | Eva Frantz Johan Lindroos                               | [ 149 ]                         |
| Finlandia          | Completa                    | Yle                | Yle TV1                                    | Levan Tvaltvadze                                        | [ 149 ]                         |
| Finlandia          | Completa                    | Yle                | Yle Radio Suomi                            | Sanna Pirkkalainen Toni Laaksonen                       | [ 149 ]                         |
| Finlandia          | Completa                    | Yle                | Yle X3M                                    | Eva Frantz Johan Lindroos                               | [ 149 ]                         |
| Francia            | Semifinali                  | France Télévisions | Culturebox France 4                        | Laurence Boccolini                                      | [ 150 ] [ 151 ]                 |
| Francia            | Finale                      | France Télévisions | France 2                                   | Stéphane Bern Laurence Boccolini                        | [ 150 ] [ 151 ]                 |
| Georgia            | Completa                    | GPB                | 1TV                                        | Nika Lobiladze                                          | [ 152 ]                         |
| Germania           | Completa                    | ARD/NDR            | One                                        | Peter Urban                                             | [ 153 ] [ 154 ]                 |
| Germania           | Finale                      | ARD/NDR            | Das Erste Deutsche Welle                   | Peter Urban                                             | [ 153 ] [ 154 ]                 |
| Grecia             | Completa                    | ERT                | ERT1                                       | Maria Kozakou Giōrgos Kapoutzidī                        | [ 155 ] [ 156 ]                 |
| Grecia             | Completa                    | ERT                | ERT Deftero Programma La Voce della Grecia | Dīmītrīs Meidanīs Giōrgos Katsaros                      | [ 155 ] [ 156 ]                 |
| Irlanda            | Semifinali                  | RTÉ                | RTÉ2                                       | Marty Whelan                                            | [ 157 ] [ 158 ]                 |
| Irlanda            | Finale                      | RTÉ                | RTÉ One                                    | Marty Whelan                                            | [ 157 ] [ 158 ]                 |
| Irlanda            | Prima semifinale e finale   | RTÉ                | RTÉ Radio 1                                | Neil Doherty Zbyszek Zalinski                           | [ 157 ] [ 158 ]                 |
| Islanda            | Completa                    | RÚV                | RÚV 1                                      | Gísli Marteinn Baldursson                               | [ 159 ] [ 160 ]                 |
| Islanda            | Completa                    | RÚV                | RÚV 2                                      | Elsa G. Björnsdóttir                                    | [ 159 ] [ 160 ]                 |
| Islanda            | Seconda semifinale e finale | RÚV                | RÁS 2                                      | Sconosciuto                                             | [ 159 ] [ 160 ]                 |
| Israele            | Completa                    | IPBC               | Kan 11 Kan Hinuchit Kan Moreshet           | Asaf Liberman Akiva Novick                              | [ 161 ]                         |
| Italia             | Semifinali                  | Rai                | Rai 4 Rai Radio 2                          | Ema Stokholma Saverio Raimondo                          | [ 162 ] [ 163 ] [ 164 ] [ 165 ] |
| Italia             | Finale                      | Rai                | Rai 1                                      | Gabriele Corsi Cristiano Malgioglio                     | [ 162 ] [ 163 ] [ 164 ] [ 165 ] |
| Italia             | Finale                      | Rai                | Rai Radio 2                                | Ema Stokholma Gino Castaldo                             | [ 162 ] [ 163 ] [ 164 ] [ 165 ] |
| Kazakistan         | Completa                    | Khabar Agency      | Khabar 24                                  | Kaldybek Žajsanbaj Machabbat Ėsen                       | [ 166 ] [ 167 ]                 |
| Kosovo             | Completa                    | RTK                | RTK 1                                      | Nessuno                                                 | [ 168 ]                         |
| Lettonia           | Completa                    | LTV                | LTV1                                       | Toms Grēviņš Marie N.                                   | [ 169 ] [ 170 ]                 |
| Lituania           | Completa                    | LRT                | LRT Televizija LRT radijas                 | Ramūnas Zilnys                                          | [ 171 ] [ 172 ]                 |
| Macedonia del Nord | Completa                    | MRT                | MRT 1 MRT 2                                | Eli Tanaskovska                                         | [ 173 ]                         |
| Malta              | Completa                    | PBS                | TVM                                        | Nessuno                                                 | [ 174 ]                         |
| Moldavia           | Completa                    | TRM                | Moldova 1 Radio Moldova                    | Doina Stimpovschi                                       | [ 175 ]                         |
| Norvegia           | Completa                    | NRK                | NRK1                                       | Marte Stokstad                                          | [ 176 ] [ 177 ] [ 178 ]         |
| Norvegia           | Finale                      | NRK                | NRK3                                       | Martin Lepperød Adelina Ibishi                          | [ 176 ] [ 177 ] [ 178 ]         |
| Norvegia           | Finale                      | NRK                | NRK P1                                     | Ole-Christian Øen                                       | [ 176 ] [ 177 ] [ 178 ]         |
| Paesi Bassi        | Completa                    | NPO                | NPO1 BVN                                   | Cornald Maas Sander Lantinga                            | [ 179 ] [ 180 ] [ 181 ]         |
| Paesi Bassi        | Finale                      | NPO                | NPO Radio 2                                | Wouter van der Goes Frank van ’t Hof                    | [ 179 ] [ 180 ] [ 181 ]         |
| Polonia            | Completa                    | TVP                | TVP1 TVP Polonia                           | Aleksander Sikora Marek Sierocki                        | [ 182 ] [ 183 ]                 |
| Portogallo         | Completa                    | RTP                | RTP1 RTP Internacional RTP África          | José Carlos Malato Nuno Galopim                         | [ 184 ] [ 185 ]                 |
| Regno Unito        | Semifinali                  | BBC                | BBC Four                                   | Sara Cox Scott Mills Chelcee Grimes                     | [ 186 ] [ 187 ]                 |
| Regno Unito        | Finale                      | BBC                | BBC One                                    | Graham Norton                                           | [ 186 ] [ 187 ]                 |
| Regno Unito        | Finale                      | BBC                | BBC Radio 2                                | Ken Bruce                                               | [ 186 ] [ 187 ]                 |
| Repubblica Ceca    | Semifinali                  | ČT                 | ČT2                                        | Jan Maxián Albert Černý                                 | [ 188 ] [ 189 ]                 |
| Repubblica Ceca    | Finale                      | ČT                 | ČT1                                        | Jan Maxián Albert Černý                                 | [ 188 ] [ 189 ]                 |
| Romania            | Completa                    | TVR                | TVR1 TVRi                                  | Bogdan Stănescu                                         | [ 190 ] [ 191 ]                 |
| Russia             | Completa                    | Pervyj kanal       | Pervyj kanal                               | Jurij Aksjuta Jana Čurikova                             | [ 192 ]                         |
| San Marino         | Completa                    | SMRTV              | San Marino RTV Radio San Marino            | Lia Fiorio Gigi Restivo                                 | [ 193 ]                         |
| Serbia             | Completa                    | RTS                | RTS 1 RTS Planeta RTS Svet                 | Duška Vučinić-Lučić                                     | [ 194 ] [ 195 ]                 |
| Serbia             | Finale                      | RTS                | Radio Belgrade 1                           | Katarina Epštajn Nikoleta Dojčinović                    | [ 194 ] [ 195 ]                 |
| Slovacchia         | Finale                      | RTVS               | Rádio FM                                   | Daniel Baláž Lucia Haverlík Pavol Hubinák Juraj Malíček | [ 196 ] [ 197 ]                 |
| Slovenia           | Semifinali                  | RTV SLO            | TV Slovenija 2                             | Mojca Mavec                                             | [ 198 ]                         |
| Slovenia           | Finale                      | RTV SLO            | TV Slovenija 1                             | Mojca Mavec                                             | [ 198 ]                         |
| Slovenia           | Completa                    | RTV SLO            | RTV 4D Radio Val 202                       | Mojca Mavec                                             | [ 198 ]                         |
| Spagna             | Semifinali                  | RTVE               | La 2                                       | Tony Aguilar Julia Varela Víctor Escudero               | [ 199 ] [ 200 ]                 |
| Spagna             | Finale                      | RTVE               | La 1 TVE Internacional                     | Tony Aguilar Julia Varela Víctor Escudero               | [ 199 ] [ 200 ]                 |
| Spagna             | Finale                      | RTVE               | Radio Nacional Radio Exterior              | Imanol Durán                                            | [ 199 ] [ 200 ]                 |
| Stati Uniti        | Finale                      | WJFD 97.3 FM       | WJFD 97.3 FM                               | Ewan Spence Ross Middleton                              | [ 201 ]                         |
| Suriname           | Finale                      | ATV                | ATV                                        | Sconosciuto                                             | [ 202 ]                         |
| Svezia             | Completa                    | SVT                | SVT1                                       | Edward af Sillén Christer Björkman                      | [ 203 ] [ 204 ]                 |
| Svezia             | Completa                    | SR                 | SR P4                                      | Carolina Norén                                          | [ 203 ] [ 204 ]                 |
| Svizzera           | Semifinali                  | SRF                | SRF zwei                                   | Sven Epiney                                             | [ 205 ] [ 206 ] [ 207 ]         |
| Svizzera           | Finale                      | SRF                | SRF 1                                      | Sven Epiney                                             | [ 205 ] [ 206 ] [ 207 ]         |
| Svizzera           | Semifinali                  | RTS                | RTS 2                                      | Jean-Marc Richard Nicolas Tanner                        | [ 205 ] [ 206 ] [ 207 ]         |
| Svizzera           | Finale                      | RTS                | RTS 1                                      | Jean-Marc Richard Nicolas Tanner Joseph Gorgoni         | [ 205 ] [ 206 ] [ 207 ]         |
| Svizzera           | Seconda semifinale          | RSI                | RSI LA2                                    | Clarissa Tami                                           | [ 205 ] [ 206 ] [ 207 ]         |
| Svizzera           | Finale                      | RSI                | RSI LA1                                    | Clarissa Tami Sebalter                                  | [ 205 ] [ 206 ] [ 207 ]         |
| Ucraina            | Completa                    | UA:PBC             | UA:Peršyj                                  | Timur Mirošnyčenko                                      | [ 208 ] [ 209 ] [ 210 ]         |
| Ucraina            | Finale                      | UA:PBC             | UA:Ukrainian Radio                         | Olena Zelinčenko                                        | [ 208 ] [ 209 ] [ 210 ]         |
| Ucraina            | Finale                      | UA:PBC             | UA:Radio Promin                            | Anna Zaklets'ka Dmytro Zachrčenko                       | [ 208 ] [ 209 ] [ 210 ]         |
| Ucraina            | Completa                    | STB                | STB                                        | Serhij Prytula                                          | [ 208 ] [ 209 ] [ 210 ]         |

### Trasmissione digitale
| Paese       | Emittente | Piattaforma |
| ----------- | --------- | ----------- |
| Belgio      | RTBF      | Auvio       |
| Finlandia   | Yle       | Yle Areena  |
| Irlanda     | RTÉ       | RTÉ Player  |
| Islanda     | RÚV       | RUV.is      |
| Israele     | IPBC      | KAN         |
| Italia      | Rai       | RaiPlay     |
| Regno Unito | BBC       | BBC iPlayer |
| Stati Uniti | NBC       | Peacock     |
| Svezia      | SVT       | SVT Play    |
| Mondo       | YouTube   | YouTube     |

## Ascolti
In totale, la diretta dell'Eurovision Song Contest 2021 è stata seguita da 183 milioni di spettatori a livello globale, un incremento di un milione rispetto all'edizione del 2019.
| Paese           | Prima semifinale | Prima semifinale | Seconda semifinale | Seconda semifinale | Finale         | Finale | Note                    |
| Paese           | Telespettatori   | Share            | Telespettatori     | Share              | Telespettatori | Share  | Note                    |
| --------------- | ---------------- | ---------------- | ------------------ | ------------------ | -------------- | ------ | ----------------------- |
| Australia       | 157 000          | —                | 155 000            | —                  | 288 000        | —      | [ 212 ]                 |
| Austria         | —                | —                | —                  | —                  | 596 000        | —      | [ 213 ]                 |
| Belgio          | —                | —                | —                  | —                  | 1 925 000      | —      | [ 211 ]                 |
| Bulgaria        | —                | —                | —                  | —                  | 303 000        | 24,83% | [ 214 ]                 |
| Cipro           | 111 080          | 35,2%            | 72 780             | 25,9%              | 173 730        | 62,8%  | [ 215 ]                 |
| Danimarca       | 441 000          | —                | 745 000            | —                  | 533 000        | 53,2%  | [ 216 ]                 |
| Estonia         | 132 000          | 38,6%            | 183 000            | 44,7%              | 145 000        | 45,3%  | [ 217 ]                 |
| Finlandia       | —                | —                | —                  | —                  | 1 400 000      | 81,4%  | [ 218 ]                 |
| Francia         | —                | —                | —                  | —                  | 5 492 000      | 31,4%  | [ 219 ]                 |
| Germania        | —                | —                | —                  | —                  | 7 740 000      | 31,6%  | [ 220 ]                 |
| Grecia          | —                | —                | 840 000            | 16,4%              | 2 035 000      | 49,4%  | [ 221 ]                 |
| Irlanda         | —                | —                | —                  | —                  | 359 000        | 31,6%  | [ 214 ]                 |
| Islanda         | —                | —                | —                  | —                  | 138 000        | 99,9%  | [ 211 ] [ 222 ]         |
| Italia          | 535 000          | 2,2%             | 555 000            | 2,3%               | 4 500 000      | 25%    | [ 223 ]                 |
| Lettonia        | —                | —                | —                  | —                  | 112 800        | –      | [ 214 ]                 |
| Lituania        | 872 700          | —                | 594 500            | —                  | 997 600        | —      | [ 224 ]                 |
| Norvegia        | —                | —                | —                  | —                  | 1 400 000      | 86%    | [ 225 ]                 |
| Paesi Bassi     | 2 780 000        | 48,7%            | 2 903 000          | 49,0%              | 5 400 000      | 78,5%  | [ 226 ] [ 227 ] [ 228 ] |
| Polonia         | —                | —                | —                  | —                  | 1 500 000      | 16,3%  | [ 229 ]                 |
| Portogallo      | —                | —                | —                  | —                  | 1 200 000      | 26,9%  | [ 230 ]                 |
| Regno Unito     | —                | —                | —                  | —                  | 7 400 000      | 48,5%  | [ 231 ]                 |
| Repubblica Ceca | —                | —                | —                  | —                  | 161 000        | 6,55%  | [ 214 ]                 |
| Romania         | 138 000          | 2,1%             | —                  | —                  | 178 000        | 3,9%   | [ 232 ]                 |
| Russia          | —                | —                | —                  | —                  | 3 472 800      | –      | [ 214 ]                 |
| Serbia          | —                | 15,2%            | —                  | 29,9%              | 2 500 000      | 43,1%  | [ 233 ]                 |
| Spagna          | —                | —                | —                  | —                  | 4 071 000      | 29,4%  | [ 234 ]                 |
| Svezia          | 1 562 000        | —                | —                  | —                  | 2 900 000      | —      | [ 235 ]                 |
| Svizzera        | —                | —                | —                  | —                  | 493 800        | –      | [ 214 ]                 |

## Portavoce
L'ordine di presentazione ufficiale è stato stabilito il 22 maggio 2021, il giorno della finale.
1. Israele: Lucy Ayoub (Presentatrice dell'Eurovision Song Contest 2019 e portavoce nell'edizione 2018)
2. Polonia: Ida Nowakowska (Presentatrice del Junior Eurovision Song Contest 2019 e 2020)
3. San Marino: Monica Fabbri (Portavoce nell'edizione 2012 e 2019)
4. Albania: Andri Xhahu (Portavoce dello stato dall'Eurovision Song Contest 2012)
5. Malta: Stephanie Spiteri (Portavoce nell'edizione 1998)
6. Estonia: Sissi Nylia Benita
7. Macedonia del Nord: Vane Markoski
8. Azerbaigian: Ell & Nikki (Vincitori dell'Eurovision Song Contest 2011)
9. Norvegia: Silje Skjemstad Cruz
10. Spagna: Nieves Álvarez (Portavoce dello stato dall'Eurovision Song Contest 2017)
11. Austria: Philipp Hansa (Portavoce nell'edizione 2019)
12. Regno Unito: Amanda Holden
13. Italia: Carolina Di Domenico
14. Slovenia: Lorella Flego (Portavoce nell'edizione 2012)
15. Grecia: Manōlīs Gkinīs
16. Lettonia: Aminata (Rappresentante dello stato all'Eurovision Song Contest 2015 e portavoce nell'edizione 2017)
17. Irlanda: Ryan O'Shaughnessy (Rappresentante dello stato all'Eurovision Song Contest 2018)
18. Moldavia: Sergey Stepanov (Rappresentante dello stato all'Eurovision Song Contest 2010 e 2017 come parte dei SunStroke Project)
19. Serbia: Dragana Kosjerina (Portavoce dello stato dall'Eurovision Song Contest 2018)
20. Bulgaria: Yoanna Dragneva (Rappresentante dello stato all'Eurovision Song Contest 2008 come parte dei Deep Zone e portavoce nell'edizione 2018)
21. Cipro: Loukas Chamatsos
22. Belgio: Danira Boukhriss Terkessidis (Portavoce nell'edizione 2018)
23. Germania: Barbara Schöneberger (Portavoce dello stato dall'Eurovision Song Contest 2015)
24. Australia: Joel Creasey
25. Finlandia: Katri Norrlin
26. Portogallo: Elisa (Rappresentante dello stato all'Eurovision Song Contest 2020)
27. Ucraina: Tayanna
28. Islanda: Olaf Yohansson
29. Romania: Cătălina Ponor
30. Croazia: Ivan Dorian Molnar
31. Repubblica Ceca: Taťána Gregor Brzobohatá
32. Georgia: Oto Nemsadze (Rappresentante dello stato all'Eurovision Song Contest 2019)
33. Lituania: Andrius Mamontovas (Rappresentante dello stato all'Eurovision Song Contest 2006 come parte della LT United)
34. Danimarca: Tina Müller
35. Russia: Polina Gagarina (Rappresentante dello stato all'Eurovision Song Contest 2015)
36. Francia: Carla Lazzari (Rappresentante dello stato al Junior Eurovision Song Contest 2019)
37. Svezia: Carola (Vincitrice dell'Eurovision Song Contest 1991 e rappresentante dello stato nel 1983 e 2006)
38. Svizzera: Angélique Beldner
39. Paesi Bassi: Romy Monteiro

## Controversie
- Cipro: il 28 febbraio 2021 la Chiesa ortodossa di Cipro ha chiesto il ritiro della partecipazione nazionale a causa del messaggio del brano El diablo, accusato di glorificare la figura di Satana.[237] Di conseguenza, l'associazione dei giovani ortodossi di Cipro ha manifestato davanti alla sede dell'emittente pubblica CyBC, portando all'arresto di un uomo.[238] In risposta alle accuse, l'emittente ha rilasciato un comunicato dove spiega che il messaggio del brano riguarda principalmente la sindrome di Stoccolma e che la figura del diavolo è puramente metaforica.[239]
- Bielorussia: il 9 marzo 2021 l'ente radiotelevisivo BTRC ha selezionato il gruppo bielorusso Galasy ZMesta per rappresentare la Bielorussia nella competizione con il brano Ja nauču tebja (I'll Teach You).[240] Tuttavia, il brano ha suscitato molte controversie a causa del suo esplicito messaggio politico contro i partecipanti alle proteste nazionali in Bielorussia. A poche ore dalla sua pubblicazione è stata avviata una petizione sulla piattaforma Change.org che chiedeva la squalifica della Bielorussia dall'Eurovision Song Contest a causa del testo interpretato come una celebrazione di «oppressione politica e schiavitù».[241] L'11 marzo 2021 l'UER ha rilasciato una dichiarazione affermando che a causa della natura politica della canzone, che va contro il regolamento della manifestazione, non sarebbe stato accettato a competere. All'emittente bielorussa è stata successivamente data la possibilità di presentare una versione modificata della canzone o di selezionarne una nuova. In caso contrario, la Bielorussia sarebbe stata squalificata dal concorso.[242] Il 26 marzo 2021 l'UER ha confermato l'esclusione del paese dal concorso dopo che anche il nuovo brano presentato da BTRC, Pesnja pro zajcev, non è risultato conforme al regolamento della manifestazione.[20] Il 28 maggio 2021 l'UER ha annunciato la sospensione dell'emittente bielorussa BTRC in seguito alla «messa in onda di dichiarazioni apparentemente ottenute con la forza» e «altri contenuti [...] che hanno sollevato serie ed eccezionali preoccupazioni».[243]
- Macedonia del Nord: nel video ufficiale del brano Here I Stand, girato presso la Galleria nazionale della Macedonia di Skopje, era presente un'installazione artistica di Janeta Vangeli che nell'insieme ricreava i colori della bandiera della Bulgaria. Nonostante una repentina rimozione dell'opera dal video musicale caricato sul canale YouTube della manifestazione, più di 13 000 macedoni hanno firmato una petizione chiedendo all'emittente nazionale MRT la sostituzione dell'artista a causa delle forti tensioni politiche tra i due paesi.[244] Il successivo 16 marzo l'emittente ha comunicato di aver istituito una commissione interna per analizzare tutti gli aspetti della partecipazione alla manifestazione, nonché la reazione del pubblico.[245] Dopo un attento scrutinio, il 23 marzo l'emittente ha comunicato la conferma definitiva della partecipazione al concorso sia con l'artista che con il brano precedentemente selezionati.[246]
- Russia: dopo la vittoria di Maniža alla selezione russa, alcune associazioni di stampo conservatore (tra cui l'Unione russa delle donne ortodosse) hanno fortemente criticato la scelta del brano Russian Woman, accusandolo di ispirare odio verso gli uomini e di insultare la dignità delle donne russe.[247] Ulteriori accuse sono state poste da Valentina Matvienko, presidente del Consiglio federale, che ha richiesto una revisione sulla correttezza dello svolgimento della selezione.[248] Il 5 aprile 2021 il Comitato investigativo della Russia ha comunicato di aver aperto un'inchiesta riguardante il messaggio del brano definito da molte celebrità un inno anti-russo.[249]
- Italia: il 23 maggio 2021 la rivista francese Paris Match ha accusato Damiano David, cantante del gruppo vincitore Måneskin, di aver assunto sostanze stupefacenti durante la fase di votazione avvenuta nella serata finale, basandosi su un frammento video girato all'interno della green room, sebbene nel filmato non vi fossero droghe visibili e il cantante fosse seduto lontano dal tavolo, vicino ai membri della delegazione italiana.[250] Durante la conferenza stampa riservata ai vincitori della manifestazione, un giornalista svedese ha rivolto alcune domande riguardo alle accuse, prontamente smentite da David che ha spiegato che il chitarrista Thomas Raggi aveva involontariamente rotto un bicchiere, cospargendo il pavimento con frammenti di vetro. L'UER ha rilasciato una dichiarazione in merito alla vicenda il giorno successivo, affermando che il gruppo, il loro management e il capodelegazione italiano avevano negato qualsiasi accusa e che il cantante ha chiesto di essere sottoposto a un test antidroga la sera stessa. Tuttavia, poiché non è stato possibile organizzarlo immediatamente, l'artista avrebbe effettuato la prova solo al rientro in Italia nella giornata di lunedì, confermando inoltre la presenza di frammenti di vetro sotto il tavolo riservato alla delegazione nazionale dopo un controllo in loco. L'accusa ha fatto clamore principalmente in Francia, paese secondo classificato al concorso, dove alcune personalità premevano per la squalifica dell'Italia permettendo una vittoria della Francia. Tuttavia l'emittente nazionale France Télévisions ha annunciato che non avrebbe presentato alcun ricorso ufficiale, congratulandosi inoltre con il gruppo per la vittoria.[251] Il 24 maggio l'UER ha rilasciato un'ulteriore dichiarazione, confermando che nessun consumo di sostanze stupefacenti è avvenuto all'interno della green room, a seguito dell'esito negativo del test antidroga e di un'ispezione approfondita di tutti i filmati disponibili.[252]

## Incidenti
- Il 17 maggio, durante le prove generali riservate al voto delle giurie nazionali, è stato riscontrato un problema tecnico riguardo agli apparecchi acustici. A seguito di ciò, è stata concessa alla delegazione maltese, rumena e ucraina una seconda esibizione per essere valutati dalle giurie in maniera corretta e conforme al regolamento della manifestazione.[253]

### Problemi legati al SARS-CoV-2
- Ucraina: il 12 maggio 2021, prima dell'inizio delle prove generali, Kateryna Pavlenko, cantante del gruppo musicale Go_A, ha accusato sintomi simili alla febbre. In conformità con i protocolli di salute e sicurezza della manifestazione, l'artista è stata tenuta in quarantena nella sua camera d'albergo.[254] Tutti gli altri membri del gruppo sono risultati negativi al tampone e hanno potuto prendere parte alle prove generali insieme alla cantante-controfigura Emmie van Stijn.[255][256] Successivamente la Pavlenko è stata sottoposta ad un test diagnostico PCR per il virus SARS-CoV-2. In caso di positività del test, tutta la delegazione ucraina sarebbe dovuta restare in quarantena per circa due settimane, e la nazione avrebbe partecipato al concorso con un'esibizione preregistrata. Il successivo 13 maggio è stato confermato l'esito negativo del test diagnostico, che ha permesso alla Pavlenko di prendere parte alle successive prove generali.[257]
- Polonia: il 15 maggio 2021 un membro della delegazione polacca è risultato positivo al virus SARS-CoV-2.[258] In conformità con i protocolli di salute e sicurezza della manifestazione, l'intera delegazione è stata tenuta in quarantena, con il divieto di partecipare alla tradizionale cerimonia d'apertura. L'intera delegazione è stata sottoposta ad un test diagnostico PCR per il virus. In caso di un'ulteriore positività del test, tutta la delegazione sarebbe dovuta restare in quarantena per circa due settimane, e la nazione avrebbe partecipato al concorso con un'esibizione pre-registrata. Il successivo 18 maggio è stato confermato l'esito negativo di tutti test diagnostici, che ha permesso alla delegazione di prendere parte alle successive prove generali.[259][260]
- Islanda: il 15 maggio 2021 un membro della delegazione islandese è risultato positivo al virus SARS-CoV-2.[261] In conformità con i protocolli di salute e sicurezza della manifestazione, l'intera delegazione è stata tenuta in quarantena, con il divieto di partecipare alla tradizionale cerimonia d'apertura. L'intera delegazione è stata sottoposta ad un test diagnostico PCR per il virus. Nonostante un'iniziale conferma dell'esito negativo di tutti test diagnostici,[259][262] il successivo 19 maggio un membro dei Daði & Gagnamagnið è risultato positivo ad un nuovo test, obbligando l'intera delegazione alla quarantena forzata per due settimane.[110] Data l'impossibilità di esibirsi dal vivo, la nazione ha preso parte al concorso con un'esibizione pre-registrata durante le prove precedenti.[263]
- Malta: a seguito dei casi di positività all'interno delle delegazioni polacche ed islandesi, in conformità con i protocolli di salute e sicurezza della manifestazione, l'intera delegazione nazionale, che alloggiava nel medesimo albergo, è stata sottoposta ad una quarantena precauzionale, con il divieto di partecipare alla tradizionale cerimonia d'apertura. Dopo i dovuti accertamenti, alla delegazione è stato permesso di prendere parte alle successive prove generali.[264]
- Romania: a seguito dei casi di positività all'interno delle delegazioni polacche ed islandesi, in conformità con i protocolli di salute e sicurezza della manifestazione, l'intera delegazione nazionale, che alloggiava nel medesimo albergo, è stata sottoposta ad una quarantena precauzionale, con il divieto di partecipare alla tradizionale cerimonia d'apertura. Dopo i dovuti accertamenti, alla delegazione è stato permesso di prendere parte alle successive prove generali.[264]
- Paesi Bassi: il 20 maggio 2021, dopo aver accusato lievi sintomi di febbre, il vincitore uscente Duncan Laurence è stato sottoposto ad un test antigenico, dove è risultato positivo al virus SARS-CoV-2.[265] In conformità con i protocolli di salute e sicurezza della manifestazione, l'artista è stato obbligato alla quarantena forzata per due settimane, rinunciando ad esibirsi dal vivo durante la serata finale, oltre a cedere il suo posto da portavoce a Romy Monteiro.[266] A causa di ciò, durante l'Interval Act della serata finale sono andate in onda delle esibizioni pre-registrate durante le prove precedenti dei brani Arcade e Stars.